# لجنة الشؤون الإدارية وشؤون الميزانية
لجنة الشؤون الإدارية وشؤون الميزانية (اللجنة الخامسة) (بالإنجليزية:ADMINISTRATIVE AND BUDGETARY) هي أحدي اللجان الست الرئيسية للجمعية العامة للأمم المتحدة وهي معنية بالمسائل الإدارية وإعداد التقارير الخاصة بميزانية الأمم المتحدة، وتنظر الجمعية العامة في ميزانية المنظمة وتعتمدها بناء على تقارير اللجنة، بحسب ما تنص عليه المادة 17 من ميثاق الأمم المتحدة.
وتعقد اللجنة دورتها في أثناء الجزء الرئيسي من دورة الجمعية العامة، الذي يعقد في الفترة بين أيلول/سبتمبر وكانون الأول/ديسمبر من كل عام. كما أنها تعقد دورة مستأنفة في آذار/مارس، وكذلك تعقد اللجنة دورة مستأنفة ثانية في أيار/مايو للنظر في جوانب الميزانية الإدارية الخاصة بقوات حفظ السلام، ويمكن للجنة النظر في المسائل العاجلة ذات الصلة بتمويل بعثات حفظ السلام التي يأذن بها مجلس الأمن في أي من جلساته.